# Macrino (nome)
Macrino  è un nome proprio di persona italiano maschile.

## Varianti
- Femminili: Macrina[1][3]

## Origine e diffusione
Continua il nome greco antico Μακρινος (Makrinos, al femminile Μακρινη, Makrinē); si trattava in origine probabilmente di un soprannome riferito alla corporatura, tratto dal vocabolo μακρός (makrós, "lungo", "alto"). In alternativa, può anche essere ricondotto al latino macer ("magro", "esile"), che condivide comunque la stessa radice.
In Italia il nome è attestato, nella sua forma femminile, in Campania, dove è diffuso grazie al culto delle due sante così chiamate.

## Onomastico
L'onomastico può essere festeggiato in memoria di più santi e sante, alle date seguenti:
- 14 gennaio, santa Macrina l'Anziana o Macrina di Neocaesarea, educatrice e poi discepola di san Gregorio il Taumaturgo[4][5]
- 6 luglio, santa Macrina, fondatrice di un piccolo monastero presso Niort[5]
- 19 luglio, santa Macrina la Giovane, nipote di Macrina l'Anziana, sorella di Gregorio di Nissa, Pietro di Sebaste e Basilio di Cesarea, monaca presso Amasya[4][5]
- 17 settembre, san Macrino, martire a Noviodunum[6]

## Persone
- Macrino, imperatore romano
- Macrino d'Alba, pittore italiano

### Variante femminile Macrina
- Macrina l'Anziana, santa anatolica
- Macrina la Giovane, santa anatolica
- Macrina Marilena Maffei, antropologa italiana